# Ann Shurrock
Ann Shurrock, född 22 maj 1946, är en nyzeeländsk bågskytt. Hon deltog vid olympiska sommarspelen 1984 och 1988.